# Bazincourt-sur-Saulx
Bazincourt-sur-Saulx ist eine französische Gemeinde mit 142 Einwohnern (Stand: 1. Januar 2022) im Département Meuse in der Region Grand Est (bis 2015 Lothringen). Die Gemeinde gehört zum Arrondissement Bar-le-Duc, zum Kanton Ancerville und zum 2016 gegründeten Gemeindeverband Portes de Meuse.

## Geografie
Die Gemeinde liegt rund 13 Kilometer südlich von Bar-le-Duc an der Saulx, einem Nebenfluss der Marne. Umgeben wird Bazincourt-sur-Saulx von den Nachbargemeinden Montplonne im Norden und Osten, Lavincourt im Süden, Rupt-aux-Nonains und Haironville im Westen sowie Brillon-en-Barrois im Nordwesten.

## Ortsname
Der Ortsname Bazincourt ist vermutlich auf den Namen Bazinicurtis zurückzuführen, was in etwa „Das Land von Bazin“ bedeutet.

## Bevölkerungsentwicklung
| Jahr                       | 1962 | 1968 | 1975 | 1982 | 1990 | 1999 | 2004 | 2009 | 2019 |
| Einwohner                  | 222  | 187  | 331  | 121  | 177  | 166  | 144  | 154  | 147  |
| Quellen: Cassini und INSEE |      |      |      |      |      |      |      |      |      |

## Sehenswürdigkeiten
- Kirche Saint-Pierre-ès-Liens mit Madonna mit Kind an der Fassade, Monument historique seit 1968[1]
- Schloss Bazincourt

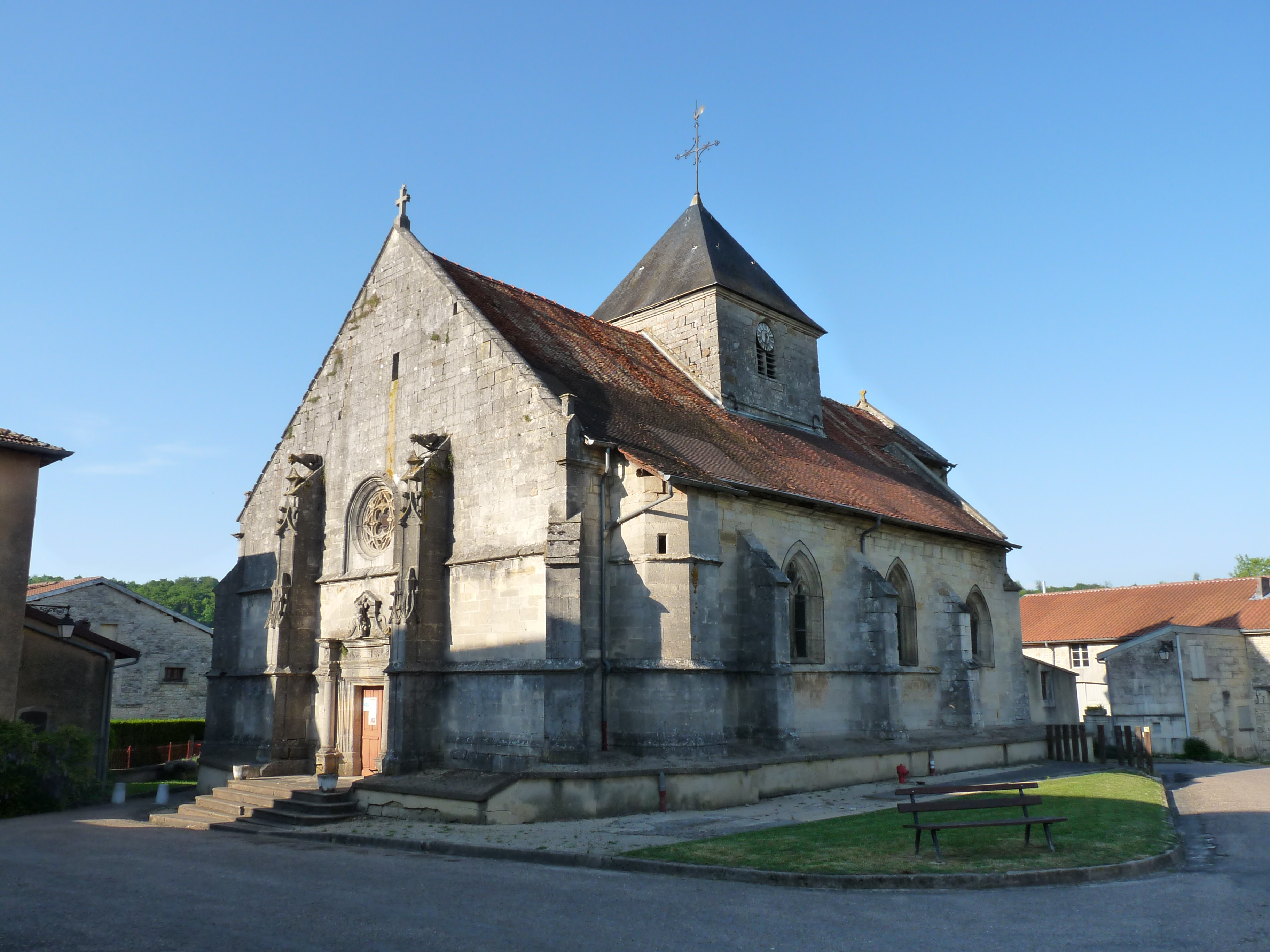
Kirche Saint-Pierre-ès-Liens
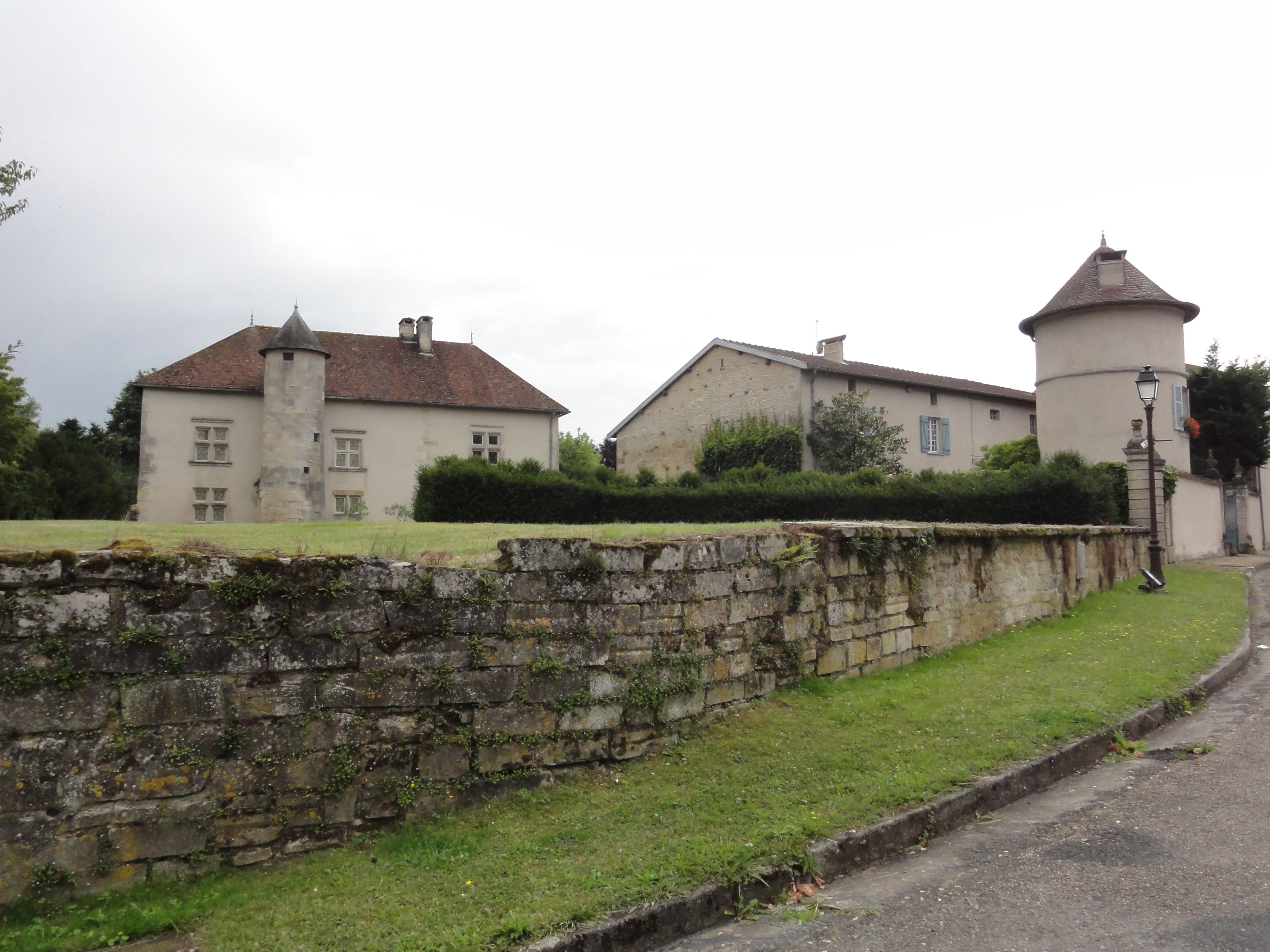
Schloss Bazincourt